# توشیکی تاکاهاشی
توشیکی تاکاهاشی (ژاپنی: 髙橋 利樹؛ زادهٔ ۲۰ ژانویهٔ ۱۹۹۸) یک بازیکن فوتبال اهل ژاپن است.
از باشگاه‌هایی که در آن بازی کرده‌است می‌توان به باشگاه فوتبال رواسو کوماموتو اشاره کرد.